# Microtus bavaricus
El topillo bávaro (Microtus bavaricus) es una especie de roedor miomorfo de la familia de los cricétidos propio de los Alpes de Austria, Italia y Baviera.
Está estrechamente emparentado con el topillo de Liechtenstein (M. liechtensteini) con el que podría confundirse, aunque los análisis genéticos han confirmado que se trata de otra especie.

## Conservación
El topillo bávaro, muy raro, dejó de ser visto en 1962 y en 1990 se le consideró extinto. Sin embargo, en 2000 se descubrió en Tirol del Norte una población perteneciente a esta especie. Es por tanto un ejemplo de taxón Lázaro, es decir, un taxón dado por desaparecido que es redescubierto con posterioridad. Hoy día la población es objeto de estudio a fin de determinar su número y su distribución.
El topillo bávaro se halla clasificado en la Lista Roja de la UICN como especie en peligro crítico de extinción.